# 赤岩善生
赤岩 善生（あかいわ よしお、1976年2月8日 - ）は、愛知県出身のボートレーサー。
登録第3946号。身長169cm。血液型A型。82期。愛知支部所属。同期に坪井康晴、菊地孝平らが、弟子に宇野弥生らがいる。

## 来歴
- 愛知県立岡崎東高等学校卒業。航空自衛隊へ入隊した経歴や他の仕事に就いたりしていたが、20歳の時にボートレーサー養成所の入所試験を受験し合格する[1]。
- 1998年5月15日から常滑競艇場で開催された 一般戦でデビュー（5着）[2]。
- 1999年12月5日、下関競艇場で開催された 一般戦で初優勝。
- 2004年11月16日、丸亀競艇場で開催された 新鋭リーグ第21戦で完全優勝。
- 2006年12月24日、住之江競艇場で開催された SG「第21回賞金王決定戦シリーズ戦」でSG初優勝。
- 2007年1月9日、蒲郡競艇場で開催された 一般戦「ビクトリーチャンネル杯」で2度目の完全優勝。
- 2009年8月2日、津競艇場で開催された 一般戦「津グランプリシリーズ第3戦」で3度目の完全優勝。
- 2009年11月8日、桐生競艇場で開催された G1「モーターボート大賞」でG1初優勝。
- 2009年12月15日、下関競艇場で開催された「テレボートカップ」で完全優勝（完全優勝は4回目）。
- 2010年2月7日、常滑競艇場で開催された G1「第55回東海地区選手権」で2度目のG1優勝（記念3回目）。
- 2010年8月1日、戸田競艇場で開催された 一般戦の優勝戦でデビューわずか12年2ヶ月17日の短期間で通算1000勝達成。
- 2010年11月10日、戸田競艇場で開催された G1「第54回 戸田グランプリ」で3度目のG1優勝（記念4回目）。
- 2011年12月14日、蒲郡競艇場で開催された G1「第57回東海地区選手権」で4度目のG1優勝を飾る（記念5回目）。
- 2012年4月8日、蒲郡競艇場で開催された G1「第57回 オールジャパン竹島特別」で5度目のG1優勝を飾る（記念6回目）。2号艇、2コースからの差しであり、これまで記念では1号艇での勝利しかなかった。
- 2012年11月14日、ボートレース常滑で開催された G1「第59回 マーメイドグランプリ」準優勝戦でスタート事故、G1・G2競走3ヶ月の斡旋停止となった。このレースは自身も含めて5艇がスタート事故により競走不成立になった。
- 2018年4月18日、ボートレース江戸川で開催された 一般戦で優勝し、史上21人目となる全24場制覇を達成した[3]。
- 2019年1月14日、ボートレース多摩川で開催されたファン感謝3days ボートレースバトルトーナメントで大会史上初となる完全優勝を達成する。なお完全優勝挑戦は10回目（96年以降単独1位、2位は9回で今村豊、白井英治）、達成も10回目（同単独1位、2位は9回で今村豊）[4]。
- 2021年3月11日からボートレース三国で開催された G1「北陸艇王決戦 開設67周年記念」最終日（15日）第7Rにて通算2000勝を達成。6157走での快挙で通算143人目の記録となった。

## 戦法・レーススタイル
愛知支部の中では鈴木幸夫・大嶋一也（いずれも引退）の流れをくむイン屋である。

## 人物
- 格闘技に長けており、長年続けてきた空手の他、銃剣道・柔道でも有段者でもある。格闘技で培ってきた「心技体」や礼儀を競艇でも発揮しており、「心技体」の中でも特に「心」を重要視している。
- 宇野弥生を弟子に取り、プロペラや技術的な面の面倒を見ていた。
- エンジン整備にはただならぬこだわりをもっており、一から分解して整備をすることもある。そのため、スタート展示でエンジンに水をかぶることを嫌っている。
- 蒲郡競艇場での強さは他を圧倒している。2011年12月の東海地区選 (GI) から2012年8月の一般戦まで5節連続優勝。これは2011年7月のSGオーシャンカップ優勝戦2着から始まっている（2012年10月のGIIIキリンカップ優勝戦5着で途絶えた）。

## SG・GI・GII優勝歴

### SG
- 賞金王シリーズ戦（2006年・住之江競艇場）

### GI
- モーターボート大賞（2009年・桐生競艇場）
- 第55回東海地区選手権競走（2010年・常滑競艇場）
- 戸田グランプリ開設54周年記念（2010年・戸田競艇場）
- 第57回東海地区選手権競走（2011年・蒲郡競艇場）
- オールジャパン竹島特別　開設57周年記念（2012年・蒲郡競艇場）
- 宮島チャンピオンカップ　開設64周年記念（2018年・宮島競艇場）

### GII
- 第55回秩父宮妃記念杯競走（2011年・びわこ競艇場）
- 三国モーターボート大賞～企業杯優出者バトル～（2018年・三国競艇場）